# Fyrstendømmet Rjasan
Fyrstendømmet Rjasan (russisk: Рязанское княжество, tr. Rjazanskoje knjazjestvo) var et russisk fyrstendømme med center i byen Rjasan. Fyrstendømmet blev oprettet i 1129 i forbindelse med opsplitningen af Kijevriget, og udgik fra det tidligere fyrstendømme Murom-Rjasan.
Fyrstedømmet Rjasan lå syd for fyrstendømmet Vladimir-Suzdal i nærheden af områder beboet af tyrkiske folkeslag. Under mongolernes invasion af Rusland var Rjasan derfor det første større fyrstendømmet, der blev erobret af mongolerne. 
Den sidste fyrste af Rjasan, Ivan V, blev taget til fange af Vasilij III i 1516. Dette skyldtes hans samarbejde med Krim-tartarenes khan Mehmed 1. Giray. I 1521 flygtede Ivan til Storfyrstedømmet Litauen, hvorefter moskovitterne indlemmede Rjasan i Storfyrstedømmet Moskva.

## Fyrster af Rjasan
- 1129–1143 Svjatoslav Jaroslavitj
- 1143–1145 Rostislav Yaroslavitj (d. 1155)
- 1145–1178 Gleb Rostislavitj (d. 1178)
- 1178–1207 Roman Glebovitj (d. ca. 1210)
- 1213–1217 Roman Igorevitj (d. 1217)
- 1217–1235 Ingvar Igorevitj (d. 1235)
- 1235–1237 Yury Igorevitj (d. 1237)
- 1237–1252 Ingvar Ingvarevitj (d. 1252)
- 1252–1258 Oleg Ingvarevitj
- 1258–1270 Roman Olgovitj
- 1270–1294 Fjodor Romanovitj
- 1294–1299 Jaroslav Romanovitj
- 1299–1301 Konstantin Romanovitj
- 1301–1308 Vasilij Konstantinovitj
- 1308–1327 Ivan Jaroslavitj
- 1327–1342 Ivan Ivanovitj Korotopol
- 1342–1344 Jaroslav Aleksandrovitj
- 1344–1350 Vasilij Aleksandrovitj
- 1350–1402 Oleg Ivanovitj
- 1402-1427 Fjodor Olgovitj
- 1427–1456 Ivan Fjodorovitj
- 1456–1483 Vasilij Ivanovitj
- 1483–1500 Ivan Vasilevitj
- 1500–1521 Ivan Ivanovitj